# Anca Parghel

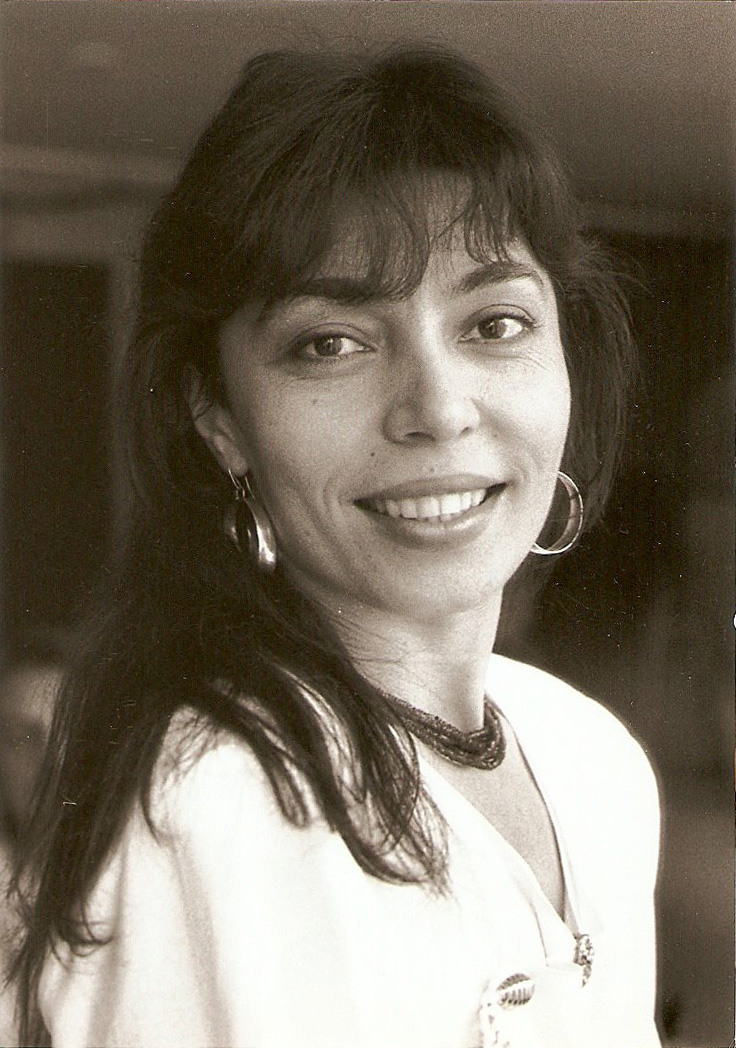
Anca Parghel (2008)

Anca Parghel (* 16. September 1957 in Câmpulung Moldovenesc; † 5. Dezember 2008 in Timișoara, Kreis Timiș) war eine rumänische Sängerin des Modern Jazz.

## Leben und Wirken
Parghel studierte an der Musikhochschule der nordostrumänischen Stadt Iași und graduierte sich mit einer Arbeit über den Improvisator Charlie Parker. Zunächst lehrte sie in Suceava und Bukarest Gesang, Piano und Improvisation. Unterstützt von Klaus Ignatzek und Jean-Louis Rassinfosse (CD Indian Princess) wurde sie auch in Mitteleuropa bekannt. Sie zog nach Brüssel, wo sie lehrte, unterrichtete aber auch an Musikhochschulen in Deutschland, Großbritannien und Moldawien. Sie trat mit Musikern wie Peter Herbolzheimer, Larry Coryell, Norma Winstone, Billy Hart, Archie Shepp, Claudio Roditi, Philip Catherine, Mark Levine, Tomasz Stańko oder Riccardo Del Fra auf, tourte in Deutschland auch mit dem Trio von Stephan König. In ihrer eigenen Band spielten ihre beiden Söhne. 2008 war sie an dem rumänischen Hit Brasil von Tom Boxer beteiligt.
Parghel veröffentlichte insgesamt 15 Alben. Die Sängerin wurde immer wieder mit der Peruanerin Yma Sumac und Ella Fitzgerald verglichen. Nachdem sie einige Jahre zuvor den Brustkrebs besiegt hatte, wurde bei ihr ein Ovarialkarzinom festgestellt. Nach vergeblichen Behandlungsversuchen in einem Bukarester Krankenhaus schlug auch eine Therapie mit Alternativmedizin in einer Belgrader Klinik fehl. Anca Parghel erlag ihrem Krebsleiden am 5. Dezember 2008 im Kreiskrankenhaus von Timișoara.